# ایم سو هیانگ
ایم سو هیانگ (کره‌ای: 임수향؛ زادهٔ ۱۹ آوریل ۱۹۹۰) بازیگر اهل کره جنوبی است. او با ایفای نقش اصلی در مجموعه‌های تلویزیونی داستان‌های جدید گیسنگ (۲۰۱۱) و نسل الهام بخش (۲۰۱۴) به شهرت رسید. بعد از ایفای نقش‌های مکمل، او به خاطر عملکردش در مجموعه‌های تلویزیونی آی‌دی من خوشگل گانگنامه (۲۰۱۸) و خانواده مهربان (۲۰۱۹) به رسمیت شناخته شد.

## فیلم‌شناسی

### فیلم
| سال  | عنوان               | نقش                                     | توضیحات   | منابع |
| ---- | ------------------- | --------------------------------------- | --------- | ----- |
| ۲۰۰۹ | راز دورهٔ چهارم      | طرفدار شماره یک ایم سو هیانگ (بیت پارت) |           |       |
| ۲۰۱۳ | آیریس ۲: فیلم       | کیم یون هوا                             |           |       |
| ۲۰۱۴ | عشق دریا (海洋之戀) |                                         | فیلم چینی | [ ۴ ] |
| ۲۰۱۶ | اون ها              | اون ها                                  |           | [ ۵ ] |

### مجموعه تلویزیونی
| سال  | عنوان                                  | نقش                               | شبکه              | منابع         |
| ---- | -------------------------------------- | --------------------------------- | ----------------- | ------------- |
| ۲۰۱۱ | داستان‌های جدید گیسنگ                   | دان سا ران                        | اس‌بی‌اس            | [ ۶ ]         |
| ۲۰۱۱ | مزرعه بهشت                             | لی دا اون                         | اس‌بی‌اس            | [ ۷ ]         |
| ۲۰۱۲ | استاد سمندر و سایه‌ها                   | ایم سو مین (حضور افتخاری، قسمت ۸) | اس‌بی‌اس            | [ ۸ ]         |
| ۲۰۱۲ | آی دو، آی دو                           | یوم نا ری/جانگ نا ری              | ام‌بی‌سی            | [ ۹ ]         |
| ۲۰۱۳ | آیریس ۲: نسل جدید                      | کیم یون هوا                       | کی‌بی‌اس۲           | [ ۱۰ ]        |
| ۲۰۱۴ | نسل الهام بخش                          | ته‌گوچی گایا                       | کی‌بی‌اس۲           | [ ۱۱ ]        |
| ۲۰۱۵ | داستان‌های بزرگ: «روزهای طلایی یونگ جا» | اوه یونگ جا                       | تی‌وی چوسان/تی‌وی‌ان | [ ۱۲ ]        |
| ۲۰۱۶ | پنج تا بچه بسه                         | جانگ جین جو                       | کی‌بی‌اس۲           | [ ۱۳ ]        |
| ۲۰۱۶ | وزش نسیم                               | پارک شین ئه/کانگ می جونگ          | ام‌بی‌سی            | [ ۱۴ ]        |
| ۲۰۱۷ | عاشقان در شکوفه                        | مو گونگ هوا                       | کی‌بی‌اس۱           | [ ۱۵ ]        |
| ۲۰۱۷ | ذهن‌های جنایتکار                        | سونگ یو کیونگ (حضور افتخاری)      | تی‌وی‌ان            | [ ۱۶ ]        |
| ۲۰۱۸ | آی‌دی من خوشگل گانگنامه                 | کانگ می‌ره                         | جی‌تی‌بی‌سی          | [ ۱۷ ]        |
| ۲۰۱۸ | تاپ استار یو بک                        | خودش (حضور افتخاری، قسمت ۳)       | تی‌وی‌ان            | [ ۱۸ ]        |
| ۲۰۱۹ | خانواده مهربان                         | مو سوک هی                         | ام‌بی‌ان/درامااکس   | [ ۱۹ ]        |
| ۲۰۲۰ | وقتی که زیباترین بودم                  | اوه یه جی                         | ام‌بی‌سی            |               |
| ۲۰۲۲ | ووری باکره                             | اوه وو ری                         | اس‌بی‌اس            | [ ۲۰ ]        |
| ۲۰۲۲ | دکتر وکیل                              | گوم سوک یونگ                      | ام‌بی‌سی            | [ ۲۱ ] [ ۲۲ ] |
| ۲۰۲۳ | گوکدو: فصل خدا                         | هان گه جول/سول هی                 | ام بی سی          |               |